# 540 Rosamunde
Rosamunde è un asteroide della fascia principale del diametro medio di circa 19,02 km. Scoperto nel 1904, presenta un'orbita caratterizzata da un semiasse maggiore pari a 2,2185344 UA e da un'eccentricità di 0,0900727, inclinata di 5,57621° rispetto all'eclittica.
Stanti i suoi parametri orbitali, è considerato un membro della famiglia Flora di asteroidi.
Il suo nome è dedicato alla protagonista delle musiche di scena per Rosamunde composte da Franz Schubert nel 1823.